# Love Live! (動畫)
《Love Live!》（日语：ラブライブ! School idol project）是由同名策划延伸、日昇製作的改编電視動畫。
第1期電視動畫於2013年1月起播出，收錄於藍光光碟的OVA於11月27日公佈；第2期動畫於2014年4月6日在TOKYO MX等日本電視台以及獲授權網站播出，2014年6月29日播放完畢。Love Live!系列動畫在讀賣新聞社主辦的2015年SUGOI JAPAN Award「最想向海外介紹的日本流行文化」評選中獲得動畫部門第5名。動畫第1季還被NHK「日本動畫100」票選為第4名，第2季則是第5名，劇場版則拿下第9名。

## 故事簡介
位於東京都千代田區的傳統高中音乃木坂學院，因為入讀的學生人數驟減，所以正面臨著廢校的危機。穗乃果為了避免學校被廢校，想到只要成為偶像，學校的名氣便會增加，而入讀學生的人數就會上升！所以，高坂穗乃果、南小鳥和園田海未決定一起努力成為偶像，希望可以憑藉偶像的名氣增加生源來挽救自己的校園。

## 製作人員
- 原作：矢立肇
- 原案：公野櫻子
- 監督：京極尚彥
- 系列構成：花田十輝
- 角色設計、動作畫面導演：西田亞沙子
- 角色設計、主動畫師：室田雄平
- 設計工作：愛敬由紀子、新村杏子（第1期）、尾崎智美（第2期）、鈴木理彩（第2期）
- 美術監督：渡邊幸浩（第1期）、守安靖尚（第2期）
- 色彩設計：橫山佐代子
- 音樂：藤澤慶昌
- 音響監督：長崎行男
- 音響效果：今野康之
- 攝影監督：野上大地
- 編輯：今井大介
- 場景設計：高橋武之
- 音樂：藤澤慶昌
- 音樂製作人：伊藤善之、木皿陽平
- 音樂製作：Lantis、日昇音樂出版
- 舞蹈編排：石川ゆみ、MaiMai、Keiko（第2期）
- 製作人：平山理志、槙本裕紀、安達薰、齋藤滋（第1期）
- 動畫製作：日昇
- 製作：2013 Project Love Live!

## 主題曲
第1期
片頭曲「（我們活在當下）」
作詞：畑亞貴，作曲、編曲：森慎太郎
歌：μ's
片尾曲「（一定能聽見青春的聲音）」（第2－13話）
作詞：畑亞貴，作曲、編曲：高田曉
歌：μ's
第2期
片頭曲「（那就是我們的奇蹟）」（第2－12話）
作詞：畑亞貴，作曲、編曲：黑須克彥，歌：μ's
第1話作為片尾曲使用。
片尾曲「（無論何時都一直）」（第2－8話、第10－11話）
作詞：畑亞貴，作曲、編曲：佐佐木裕
歌：μ's

## 插入曲
第1期
「（前進→Tomorrow）」（第1、13話）
作詞：畑亞貴，作曲、編曲：河田貴央
歌：高坂穗乃果（新田惠海）、南小鳥（内田彩）、園田海未（三森鈴子）
第1話作為片尾曲使用。
「Private Wars」（第1－3、11話）
作詞：畑亞貴，作曲、編曲：板垣祐介
歌：A-RISE（綺羅翼（櫻川惠）、統堂英玲奈（松永真穗）、優木杏樹（大橋步夕））
「（愛上你萬歲！）」（第1話）
作詞：畑亞貴，作曲：山田高弘，編曲：酒井陽一
歌：西木野真姬（Pile）
「START:DASH!!」（第2－4、7、13話）
作詞：畑亞貴，作曲：佐佐木裕，編曲：佐佐木裕／酒井陽一
歌（第2話）：西木野真姬（Pile）
歌（第3、4、7話）：高坂穗乃果（新田惠海）、南小鳥（内田彩）、園田海未（三森鈴子）
歌（第13話）：μ's
「（從今以後的某一天）」（第6、8話）
作詞：畑亞貴，作曲：yozuca*，編曲：lotta
歌：高坂穗乃果（新田惠海）、南小鳥（内田彩）、園田海未（三森鈴子）、星空凜（飯田里穗）、西木野真姬（Pile）、小泉花陽（久保由利香）、矢澤妮可（德井青空）
「（我們的LIVE 與你的LIFE）」（第8話）
作詞：畑亞貴，作曲：山田高弘，編曲：高田曉
歌：μ's
「Wonder zone」（第9話）
作詞：畑亞貴，作曲、編曲：佐佐倉有吾
歌：μ's
「No brand girls」（第11話）
作詞：畑亞貴，作曲、編曲：河田貴央
歌：μ's
第2期
「（迄今為止的Love Live!～音乐剧ver.～）」（第1話）
作詞：京極尚彦，作曲、編曲：藤澤慶昌
歌：μ's、秀子（三宅麻理惠）、文子（山本希望）、美佳（原紗友里）
第1話做為片頭曲使用
「（前進→Tomorrow）」（第1話）
作詞：畑亞貴，作曲、編曲：河田貴央
歌：μ's
「Private Wars」（第1話）
作詞：畑亞貴，作曲、編曲：板垣祐介
歌：A-RISE（綺羅翼（櫻川惠）、統堂英玲奈（松永真穗）、優木杏樹（大橋步夕））
「（夢想之門）」（第3話）
作詞：畑亞貴，作曲、編曲：佐伯高志
歌：μ's
「Shocking Party」（第3話）
作詞：畑亞貴，作曲、編曲：板垣祐介
歌：A-RISE（綺羅翼（櫻川惠）、統堂英玲奈（松永真穗）、優木杏樹（大橋步夕））
「Love wing bell」（第5話）
作詞：畑亞貴，作曲、編曲：森慎太郎
歌：星空凜（飯田里穗）、西木野真姬（Pile）、小泉花陽（久保由利香）、絢瀨繪里（南條愛乃）、東條希（楠田亞衣奈）、矢澤妮可（德井青空）
「Dancing stars on me!」（第6話）
作詞：畑亞貴，作曲、編曲：佐伯高志
歌：μ's
「Snow halation」（第9、11話）
作詞：畑亞貴，作曲：山田高弘，編曲：中西亮輔
歌：μ's
第9話做為片尾曲使用
「KiRa-KiRa Sensation!」（第12話）
作詞：畑亞貴，作曲、編曲：本田光史郎
歌：μ's
（第12話）
作詞：畑亞貴，作曲、編曲：森慎太郎
歌：μ's
第12話做為片尾曲使用
「Happy maker!」（第13話）
作詞：畑亞貴，作曲、編曲：前口涉
歌：μ's
第13話做為片尾曲使用
「（愛上你萬歲！）（Piano Mix）」（第13話）
作詞：畑亞貴，作曲：山田高弘，編曲：酒井陽一
歌：μ's
第13話做為片頭曲使用
「Oh, Love&Peace！」（第13話）
作詞：畑亞貴，作曲、編曲：前口涉
歌：μ's

## 各話列表
| 話數   | 標題                  | 劇本                | 分鏡              | 演出     | 總作畫監督                                     | 首播日期      |
| ------ | --------------------- | ------------------- | ----------------- | -------- | ---------------------------------------------- | ------------- |
| 第一期 |                       |                     |                   |          |                                                |               |
| 1      | （）                  | 京極尚彥            | 花田十輝          | 京極尚彥 | 西田亞沙子 高部光章                            | 2013年1月6日  |
| 2      | （）                  | 臼井文明 綿田慎也   | 花田十輝          | 京極尚彥 | 西田亞沙子 高部光章                            | 2013年1月13日 |
| 3      | （）                  | 宅野誠起 山下英美   | 花田十輝          | 京極尚彥 | 西田亞沙子 吉田南 高部光章                     | 2013年1月20日 |
| 4      | （）                  | 綿田慎也            | 花田十輝          | 渡邊哲哉 | 西田亞沙子 吉田南                              | 2013年1月27日 |
| 5      | （）                  | 中村里美            | 花田十輝          | 京極尚彥 | 西田亞沙子 吉田南                              | 2013年2月3日  |
| 6      | （）                  | 古田丈司            | 花田十輝          | 古田丈司 | 西田亞沙子 吉田南                              | 2013年2月10日 |
| 7      | （）                  | 酒井和男            | 花田十輝          | 酒井和男 | 西田亞沙子 吉田南                              | 2013年2月17日 |
| 8      | （）                  | 京極尚彥 臼井文明   | 花田十輝          | 京極尚彥 | 西田亞沙子 吉田南                              | 2013年2月24日 |
| 9      | （）                  | 宅野誠起 山下英美   | 花田十輝          | 京極尚彥 | 西田亞沙子 吉田南 藤井智之                     | 2013年3月3日  |
| 10     | （）                  | 三宅和男            | 子安秀明 花田十輝 | 古田丈司 | 西田亞沙子 吉田南 藤井智之 愛敬由紀子 室田雄平 | 2013年3月10日 |
| 11     | （）                  | 綿田慎也            | 花田十輝          | 京極尚彥 | 西田亞沙子 吉田南 藤井智之 愛敬由紀子 室田雄平 | 2013年3月17日 |
| 12     | 朋友 （）             | 酒井和男            | 花田十輝          | 渡邊哲哉 | 西田亞沙子 吉田南 藤井智之 愛敬由紀子 室田雄平 | 2013年3月24日 |
| 13     | （）                  | 京極尚彥 河野亞矢子 | 花田十輝          | 京極尚彥 | 西田亞沙子 吉田南 愛敬由紀子 室田雄平          | 2013年3月31日 |
| 第二期 |                       |                     |                   |          |                                                |               |
| 1      | 再一次Love Live! （） | 綿田慎也            | 花田十輝 京極尚彥 | 京極尚彥 | 西田亞沙子 平山圓                              | 2014年4月6日  |
| 2      | （）                  | 京極尚彥 佐佐木忍   | 花田十輝          | 京極尚彥 | 西田亞沙子 平山圓                              | 2014年4－6月  |
| 3      | 夢想大門 （）         | 京極尚彥            | 花田十輝          | 京極尚彥 | 西田亞沙子 平山圓 室田雄平                     | 2014年4－6月  |
| 4      | （）                  | 齋藤德明            | 花田十輝          | 誌村宏明 | 西田亞沙子 平山圓 室田雄平 村山公輔            | 2014年4－6月  |
| 5      | 全新的我 （）         | 河野亞矢子          | 花田十輝          | 藤田陽一 | 西田亞沙子 平山圓 室田雄平 村山公輔            | 2014年4－6月  |
| 6      | （）                  | 京極尚彥            | 花田十輝          | 松澤健一 | 西田亞沙子 平山圓 室田雄平 村山公輔            | 2014年4－6月  |
| 7      | （）                  | 南川達馬            | 花田十輝          | 京極尚彥 | 西田亞沙子 平山圓 室田雄平 村山公輔            | 2014年4－6月  |
| 8      | 我的希望 （）         | 綿田慎也            | 花田十輝          | 綿田慎也 | 西田亞沙子 平山圓 室田雄平 村山公輔            | 2014年4－6月  |
| 9      | （）                  | 京極尚彥            | 花田十輝          | 京極尚彥 | 西田亞沙子 平山圓 室田雄平 村山公輔            | 2014年4－6月  |
| 10     | （）                  | 河野亞矢子 安藤良   | 花田十輝          | 山本裕介 | 西田亞沙子 平山圓 室田雄平 村山公輔            | 2014年4－6月  |
| 11     | （）                  | 酒井和男            | 花田十輝          | 酒井和男 | 西田亞沙子 平山圓 室田雄平 村山公輔            | 2014年4－6月  |
| 12     | （）                  | 三宅和男 南川達馬   | 花田十輝          | 菱田正和 | 西田亞沙子 平山圓 室田雄平 村山公輔            | 2014年4－6月  |
| 13     | （）                  | 京極尚彥            | 花田十輝          | 京極尚彥 | 西田亞沙子 平山圓 室田雄平 村山公輔            | 2014年6月29日 |

## 播放電視台

### 日本国内
日本深夜動畫：下文記載的日本国内播放時間使用日本標準時間（UTC+9）表示。因為部分時間标识會採用30小时制，因此請留意这类超过24:00的时间，其實際播放時間為翌日清晨。
| 播放地區                            | 播放電視台     | 播放日期                | 播放時間（UTC+9） | 所屬聯播網 | 備註             |
| 第1期                               | 第1期          | 第1期                   | 第1期 | 第1期      | 第1期            |
| ----------------------------------- | -------------- | ----------------------- | --- | ---------- | ---------------- |
| 東京都                              | TOKYO MX       | 2013年1月6日－3月31日   | 星期日 22時00分－22時27分 | 獨立UHF局  |                  |
| 愛知縣                              | 愛知電視台     | 2013年1月7日－4月1日    | 星期一 25時35分－26時05分 | 東京電視網 |                  |
| 近畿廣域圈                          | 讀賣電視台     | 2013年1月7日－4月1日    | 星期一 25時58分－26時28分 | 日本電視網 | MANPA節目第1部   |
| 日本全國                            | BS11           | 2013年1月8日－4月2日    | 星期二 24時00分－24時30分 | 衛星電視   | 「ANIME+」節目   |
| 日本全國                            | 萬代頻道       | 2013年1月8日－4月2日    | 星期二 24時00分－24時30分 | 網絡電視   |                  |
| 日本全國                            | NICONICO直播   | 2013年1月20日－4月14日  | 星期日 23時00分－23時30分 | 網絡電視   |                  |
| 日本全國                            | AT-X           | 2013年3月4日－5月27日   | 星期一 21時30分－22時00分 | 衛星電視   | 有重播           |
| 兵庫縣                              | SUN電視台      | 2013年10月5日－12月28日 | 星期六 22時30分－23時00分 | 獨立UHF局  |                  |
| 日本全国                            | 日本迪士尼频道 | 2015年4月20日－5月11日  | 星期一－星期五 21时30分－22时00分 | 卫星电视   | 字幕放送，有重播 |
| 日本全国                            | NHK教育频道    | 2016年1月2日－3月20日   | 星期六 16時00分－16时25分（第1话） 星期六 15時40分－16时30分（第2、3话两集连播） 星期六 16時30分－16时55分（第4话－第7话、第10－12话） 星期日 16時30分－16時55分（第8、9话） 星期日 15時30分－15时55分（第13话） | NHK        | 字幕放送         |
| 2期前特番「」                       |                |                         | |            |                  |
| 東京都                              | TOKYO MX       | 2014年3月30日           | 星期日 22時30分－23時00分 | 獨立UHF局  |                  |
| 日本全國                            | BS11           | 2014年4月2日            | 星期三 24時30分－25時00分 | 衛星電視   |                  |
| 日本全國                            | NICONICO直播   | 2014年4月4日            | 星期五 21時30分－22時00分 | 網絡電視   |                  |
| 日本全國                            | 萬代頻道       | 2014年4月5日            | 星期六 23時00分－23時30分 | 網絡電視   | Live配信         |
| 第2期                               |                |                         | |            |                  |
| 東京都                              | TOKYO MX       | 2014年4月6日－6月29日   | 星期日 22時30分－23時00分 | 獨立UHF局  |                  |
| 愛知縣                              | 愛知電視台     | 2014年4月7日－6月30日   | 星期一 25時35分－26時05分 | 東京電視網 |                  |
| 近畿廣域圈                          | 讀賣電視台     | 2014年4月7日－6月30日   | 星期一 26時29分－26時59分 | 日本電視網 | MANPA 第2部      |
| 日本全國                            | BS11           | 2014年4月8日－7月1日    | 星期二 24時00分－24時30分 | 衛星電視   | 「ANIME+」節目   |
| 日本全國                            | 萬代頻道       | 2014年4月8日－7月1日    | 星期二 24時00分－24時30分 | 網路電視   | Live配信         |
| 日本全國                            | NICONICO直播   | 2014年4月11日－7月4日   | 星期五 23時30分－24時00分 | 網路電視   |                  |
| 日本全國                            | NICONICO頻道   | 2014年4月11日－7月4日   | 星期五 24時00分 更新 | 網路電視   |                  |
| 日本全國                            | 日本迪士尼频道 | 2015年5月29日－8月21日  | 星期五 24時30分－25時00分 | 卫星电视   |                  |
| 日本全国                            | NHK教育频道    | 2016年4月24日－         | 星期日 16时30分－16时55分（第1话、第9话） 星期六 16時30分－16时55分（第2话、第4话-第8话、第10、11话） 星期日 16時00分－16时25分（第3话） 星期六 16时00分－16时50分（第12、13话两集联播）                         | NHK        | 字幕放送         |
| 地面电视追加放送（第1期+第2期连播） |                |                         | |            |                  |
| 宮城縣                              | 東北放送       | 2015年1月4日－6月28日   | 星期日 25時55分－26時25分 | TBS电视网  |                  |
| 廣島縣                              | 中國放送       | 2015年1月5日－6月29日   | 星期一 25時58分－26時28分 | TBS电视网  |                  |
| 福岡縣                              | TVQ九州放送    | 2015年1月5日－6月29日   | 星期一 27時00分－27時30分（第1期） 星期一 26時30分－27時00分（第2期） | 東京電視網 |                  |
| 長野縣                              | 信越放送       | 2015年1月6日－6月30日   | 星期二 25時50分－26時20分 | TBS电视网  |                  |
| 靜岡縣                              | 靜岡放送       | 2015年1月6日－6月30日   | 星期二 26時16分－26時46分 | TBS电视网  |                  |
| 新潟縣                              | 新潟放送       | 2015年1月6日－6月30日   | 星期二 26時43分－27時13分 | TBS电视网  |                  |
| 北海道                              | TV北海道       | 2015年1月7日－7月1日    | 星期三 26時05分－26時35分 | 東京電視網 |                  |
| 栃木縣                              | 栃木電視台     | 2015年4月24日－10月23日 | 星期五 17時30分－18時00分 | 独立UHF局  |                  |

### 日本国外
| 播放国家或地區 | 播放電視台   | 播放日期 | 播放時間                                                                             | 播出形式           | 備註 |
| -------------- | ------------ | --- | ------------------------------------------------------------------------------------ | ------------------ | --- |
|                | ANIPLUS      | 2013年1月10日－4月4日（第一期） 2014年4月8日－7月1日（第二期）                                              | 星期二 24时00分－24时30分（第一期） 星期二 21时00分－21时30分（第二期） （韩国时间） | 卫星电视、有线电视 | 有韩文字幕，限定15岁以上观众收看                                                                            |
| 香港           | J2           | 2014年12月24日－2015年1月28日                                                                               | 星期一－星期五 18时25分－19时00分 （香港时间）                                       | 地面电视           | 两季连播 提供字幕和双语播放，首播删减部分内容，翌日清晨重播为较完整版本                                     |
| 臺灣           | MY 101综合台 | 2013年2月5日－4月30日（第一期） 2014年4月8日－7月1日（第二期） 2016年3月9日－4月14日（第一－二期 中文配音） | 星期二 23时00分－23时30分（第一期） 星期二 01时30分－02时00分（第二期） （台湾时间） | 宽带电视、有线电视 | 日语原声、中文字幕                                                                                          |
| 臺灣           | 中視         | 2016年3月11日－4月15日                                                                                      | 星期一－星期五 18时00分－18时30分 （台湾时间）                                       | 地面电视           | 两季连播 中文配音，配有中文字幕，并附带日文原音副声道 (第一季片頭曲只播30秒左右) (第二季片頭曲從副歌開始播) |
| 美国           | Mnet America | 2016年2月5日－                                                                                              | 星期五 21时00分－21时30分 （美国东部时间）                                           | 有线电视           | 两季连播 英语配音，配有英文字幕，并附带日文原音副声道                                                       |
| 马来西亚       | 八度空间 8tv | |                                                                                      | 地面电视           | 即将登场 |
| 马来西亚       | ntv7         | |                                                                                      | 地面电视           | 即将登场 |

## BD / DVD
第1期初回限定特典封入了角色歌CD。另外，小說與第1、3、5、7卷的初回限定版同捆發售；「μ's New Year LoveLive! 2013」分3部分於第2、4、6卷的初回限定版同捆發售。
第2期初回限定特典同样封入了角色歌CD。第1、3、5、7卷的初回限定版同样捆绑发售了小说；“LoveLive! μ's →NEXT LoveLive! 2014 〜ENDLESS PARADE〜”分3部分於第2、4、6卷的初回限定版同捆發售。另外，第7卷还附带了门票最速先行抽签申请券。
| 卷       | 發售日         | 收錄話           | 規格編號   | 規格編號   | 規格編號  |
| 卷       | 發售日         | 收錄話           | 特裝限定盤 | 初回限定盤 | 通常盤    |
| 第1期    | 第1期          | 第1期            | 第1期      | 第1期      | 第1期     |
| -------- | -------------- | ---------------- | ---------- | ---------- | --------- |
| 1        | 2013年3月22日  | 第1話            | BCXA-0890  | BCXA-0697  | BCXA-0690 |
| 2        | 2013年4月24日  | 第2話－第3話     | BCXA-0891  | BCXA-0698  | BCXA-0691 |
| 3        | 2013年5月28日  | 第4話－第5話     | BCXA-0892  | BCXA-0699  | BCXA-0692 |
| 4        | 2013年6月21日  | 第6話－第7話     | BCXA-0893  | BCXA-0700  | BCXA-0693 |
| 5        | 2013年7月26日  | 第8話－第9話     | BCXA-0894  | BCXA-0701  | BCXA-0694 |
| 6        | 2013年8月28日  | 第10話－第11話   | BCXA-0895  | BCXA-0702  | BCXA-0695 |
| 7        | 2013年9月25日  | 第12話－第13話   | BCXA-0896  | BCXA-0703  | BCXA-0696 |
| Fan Disc | 2013年12月25日 | 附赠第一期总集篇 | BCXA-0704  | 不適用     | 不適用    |
| 第2期    |                |                  |            |            |           |
| 1        | 2014年6月20日  | 第1話            | BCXA-0839  | 不適用     | BCXA-0832 |
| 2        | 2014年7月25日  | 第2話－第3話     | BCXA-0840  | 不適用     | BCXA-0833 |
| 3        | 2014年8月27日  | 第4話－第5話     | BCXA-0841  | 不適用     | BCXA-0834 |
| 4        | 2014年9月24日  | 第6話－第7話     | BCXA-0842  | 不適用     | BCXA-0835 |
| 5        | 2014年10月29日 | 第8話－第9話     | BCXA-0843  | 不適用     | BCXA-0836 |
| 6        | 2014年11月21日 | 第10話－第11話   | BCXA-0844  | 不適用     | BCXA-0837 |
| 7        | 2014年12月25日 | 第12話－第13話   | BCXA-0845  | 不適用     | BCXA-0838 |

## OVA動畫
OVA動畫作为第六张单曲《Music S.T.A.R.T!!》表題曲附贈OVA動畫及表演短片的剧情部分，与该单曲同捆發售。
前五张单曲的亦包含自己的表題曲動畫短片，但以OVA名义发售尚属首次。
主唱為真姬，以真姬為主角的放學後夢幻小故事。
| 发售日         | 對應单曲          | 劇本     | 分鏡     | 演出     | 作畫監督                            | 總作畫監督 |
| -------------- | ----------------- | -------- | -------- | -------- | ----------------------------------- | ---------- |
| 2013年11月27日 | Music S.T.A.R.T!! | 京極尚彥 | 京極尚彥 | 京極尚彥 | 寺尾憲治、重國勇二 川島尚、鎌田祐輔 | 室田雄平   |

## 劇場版動畫
在2014年6月播完電視動畫第二季時，官方同時公布了製作動畫劇場版的決定。命名为《Love Live! 學園偶像電影》，由日昇製作，並由松竹發布。
劇場版電影於2015年6月13日於全日本各院線正式公開上映，由群英社作為台灣區的劇場版代理商。
電影自6月13日上映以來、截至9月30日，全日本120所上映院線累計觀賞人數155萬6千餘人次、累計票房收入為29億日圓，成为日本历史上票房收入最高的深夜档作品剧场版。

## 外部連結
- Love Live!动画官網 （页面存档备份，存于）（日語）
- 故事介紹，My-Cartoon動畫網（中文）